# جتاتار
جتاتار (به انگلیسی: Jatataar) یک منطقهٔ مسکونی در پاکستان است که در خیبر پختونخوا واقع شده‌است.